# Trebušna prepona
Trebušna prepona ali diafragma (latinsko diaphragma abdominis, lahko tudi samo diaphragma) je pri sesalcih mišična pregrada med prsno in trebušno votlino. V sproščenem stanju ima obliko kupole. Je pomembna dihalna mišica - krčenje prepone izzove vdih. Pri človeku je debela okoli 3-5 mm in doprinese do 80 odstotkov mišičnega dela, potrebnega za dihanje. 

## Funkcija
Krčenje prepone povzroči potovanje zraka v pljuča, saj se poveča prostornina prsnega koša in posledično pade intratorakalni tlak. Skrčena prepona se skrajša za okoli 30 odstotkov glede na sproščeno stanje. Pri relaksaciji diafragme pride do izdiha, kar pa je povečini pasivni proces. Dihanje, pri katerem opravlja večino dela trebušna prepona, imenujemo diafragmalno dihanje oziroma dihanje s trebušno prepono. Delež diafragmalnega dihanja je odvisen od starosti, natreniranosti in fizične obremenitve.
Kontrakcija diafragme je prav tako pomembna pri bljuvanju, defekaciji in uriniranju. Posledica kontrakcije je namreč tudi povečan intraabdominalni tlak oziroma tlak v trebušni votlini.

## Anatomska zgradba
Prepona je zgrajena iz mišičnine in veziva. Predstavlja konveksno spodnjo mejo prsne votline oziroma konkavno zgornjo mejo trebušne votline. Na periferiji sestoji iz skeletnih mišičnih vlaken, ki se priraščajo na spodnjo odprtino prsnega koša. 
Mišična vlakna so glede na izvor uvrščena v tri skupine: prsnična, rebrna in ledvena.
- Prsnična vlakna izhajajo iz ksifopidnega odrastka.
- Rebrna vlakna izhajajo iz notranje površine rebrnih hrustancev spodnjih šestih reber.
- Ledvena vlakna izhajajo iz aponevrotičnega arkusa in ledvenih vretenc.

Vsa vlakna se združijo v kitastem srednjem delu prepone, ki se imenuje centrum tendineum in je zgrajeno iz fibroznega veziva.

## Patologija
Hiatusna kila je posledica raztrganja trebušne prepone ob požiralnikovem hiatusu, ki predstavlja zev v ledvenem delu prepone, skozi katerega prehaja požiralnik z vejami vagusa.
Če je prepona konstantno kontrahirana ali relaksirana, je dihanje močno oteženo. 
Včasih je prepona navidezno sestavljena iz dveh polovic oziroma hemidiafragm in pri rentgenskem pregledu zgledata kot dve kupolasti strukturi. Obe polovici sta nadzorovani s svojo vejo freničnega živca.
Kolcanje je posledica periodičnih kontrakcij prepone, ki niso pod nadzorom volje.